# Старый Бисер
Старый Би́сер (до 1991 года — Би́сер) — посёлок городского типа в Пермском крае России. Входит в Горнозаводский район (городской округ).

## География
Посёлок Старый Бисер расположен в лесистой местности среди гор Среднего Урала, при впадении реки Бисер в реку Койву. Посёлок находится на востоке Пермского края, в нескольких километрах от границы со Свердловской областью, в 54 км от города Горнозаводска. Расстояние до ближайшей железнодорожной станции — 12 км.

## Население
| 1926 | 1931  | 1963  | 1981  | 2002 | 2006 | 2007 | 2009 | 2010 |
| ---- | ----- | ----- | ----- | ---- | ---- | ---- | ---- | ---- |
| 1479 | ↗1590 | ↗2234 | ↘1206 | ↘708 | ↘700 | →700 | ↘635 | ↘523 |
| 2012 | 2013  | 2014  | 2015  | 2016 | 2017 | 2018 | 2019 | 2020 |
| ↘494 | ↘472  | ↘444  | ↘430  | ↘420 | ↗422 | ↘414 | ↘403 | ↘384 |
| 2021 | 2023  |       |       |      |      |      |      |      |
| ↘347 | ↘328  |       |       |      |      |      |      |      |

## История
Основан в 1787 году при строительстве чугуноплавильного завода, существовавшего до начала XX века. В 1920-х годах на его базе был создан цех фасонного чугунного литья Теплогорского литейно-механического завода.
В посёлке находятся два объекта Бисерского Теплогорского завода (XVIII—XIX вв); дом, в котором жил в ссылке видный деятель РСДРП(б) Ф. А. Сергеев (Артём) (1906 г.).
В 1926 году в связи с полным истощением местных рудников выплавка чугуна на Бисерском металлургическом заводе была прекращена, а сам завод закрыт.
Статус посёлка городского типа (рабочего посёлка) с 27 августа 1928 года под названием Бисер.
В 1991 году Бисер был переименован в Старый Бисер.
С 2004 до 2018 гг. Старый Бисер входил в Бисерское сельское поселение Горнозаводского муниципального района.

## Инфраструктура
В Старом Бисере работают местный сельский клуб с библиотекой, маленькая деревянная православная часовня Казанской Божией Матери, малокомпетентная средняя школа и детский сад (не действуют, ликвидированы), фельдшерско-акушерский пункт, почтовое отделение и магазин смешанных товаров.
До посёлка можно добраться на пригородном автобусе из города Горнозаводска и Тёплой Горы.

### Промышленность
До 2010 года в Старом Бисере работал филиал ОАО «Телиэм» (чугуноплавильный завод соседнего пгт Тёплая Гора), однако предприятие обанкротилось и филиал был закрыт. Два оставшихся предприятия посёлка:
- ООО «Бисерский лесхоз» (лесная промышленность);
- ООО «Старый Бисер» (автотранспортное предприятие).

## Галерея

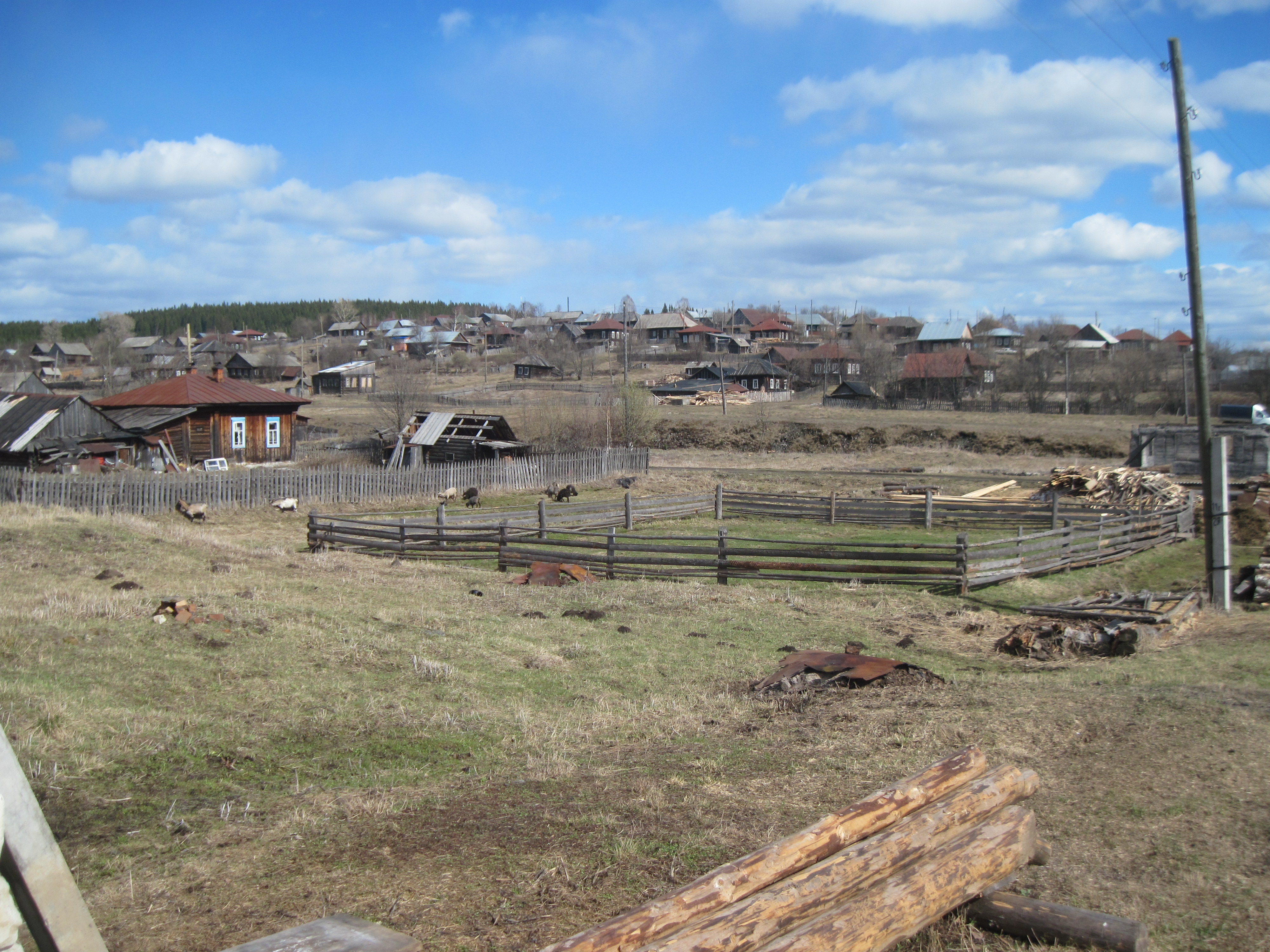
Вид на посёлок
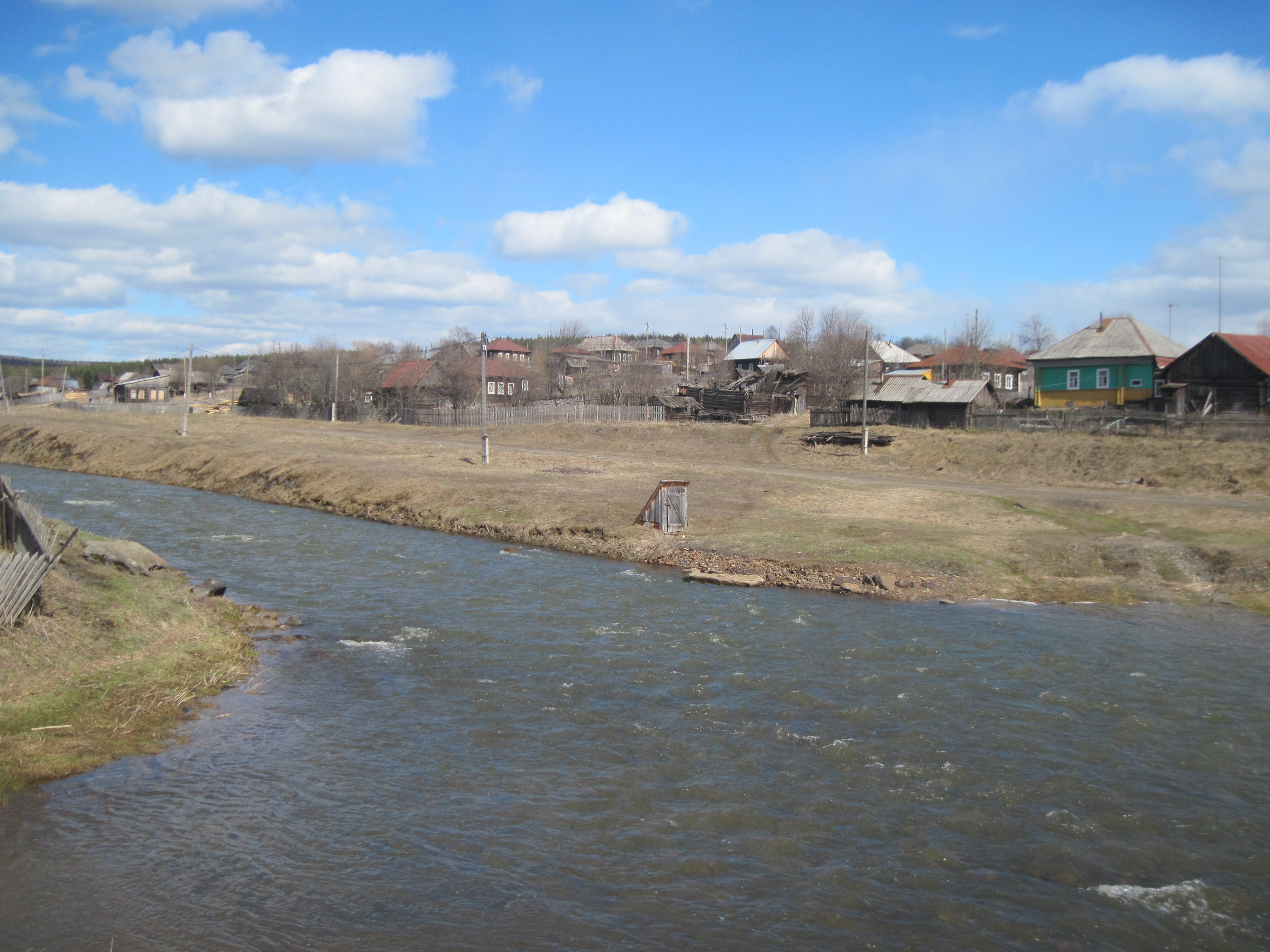
Река Бисер, протекающая через посёлок
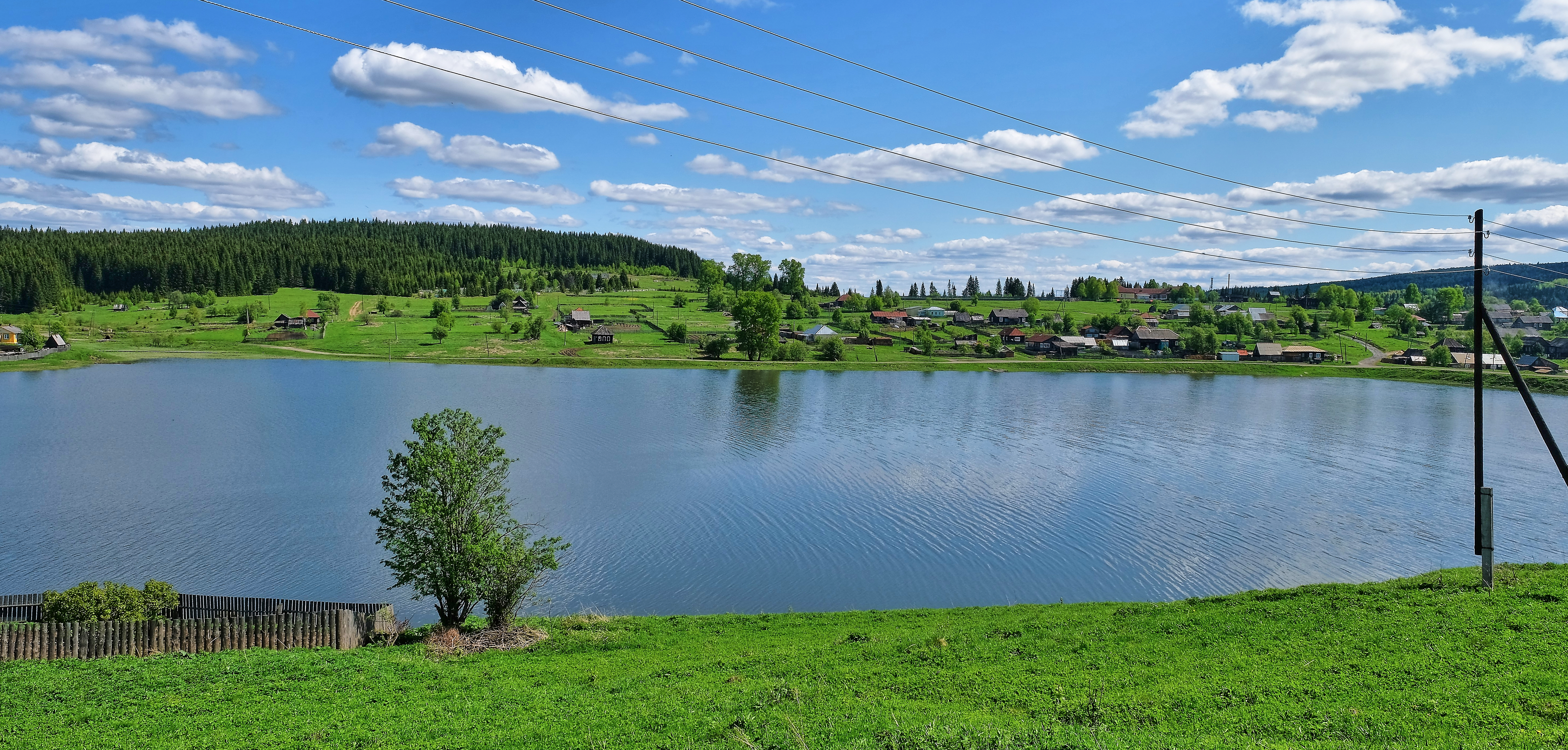
Вид на пруд и посёлок
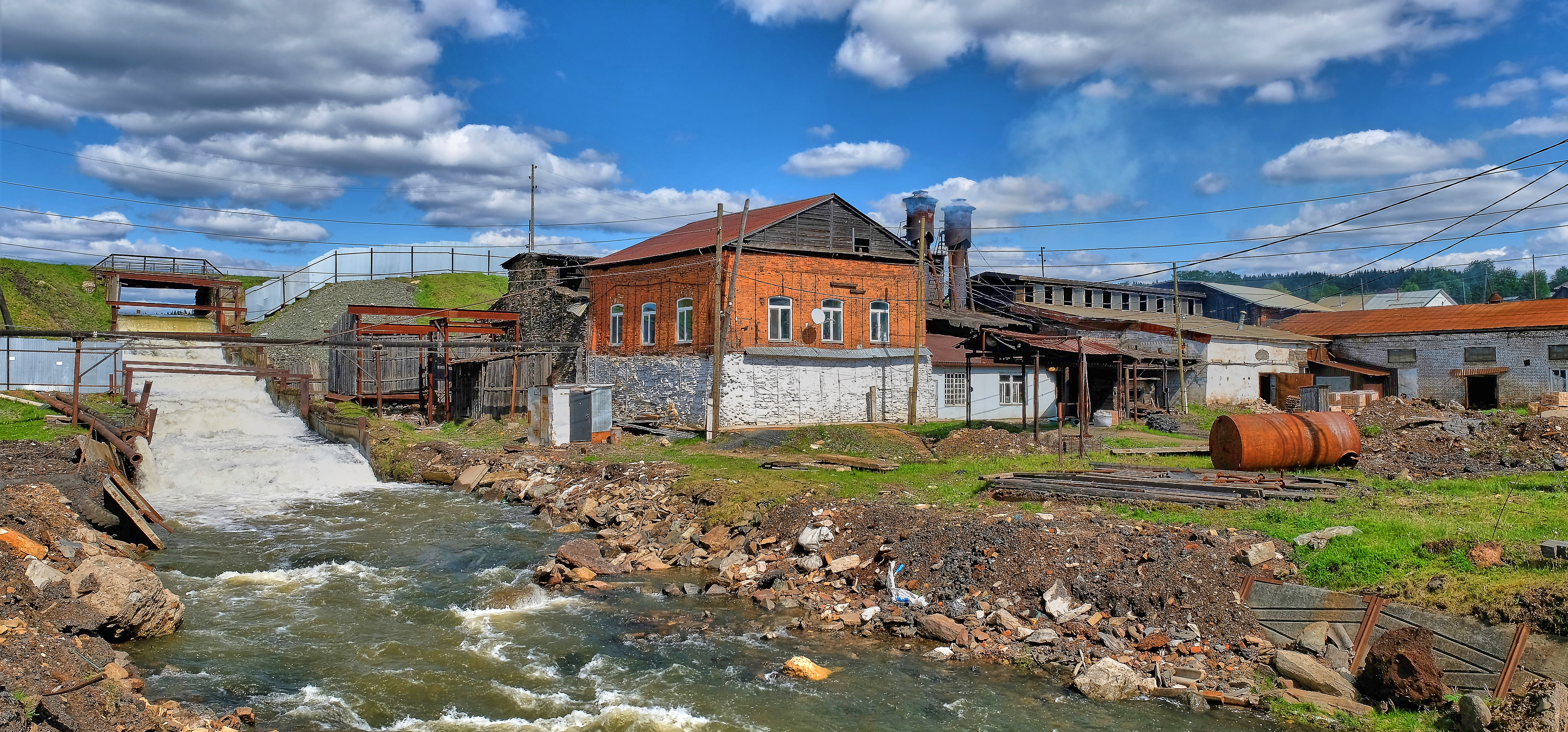
Бисерский завод
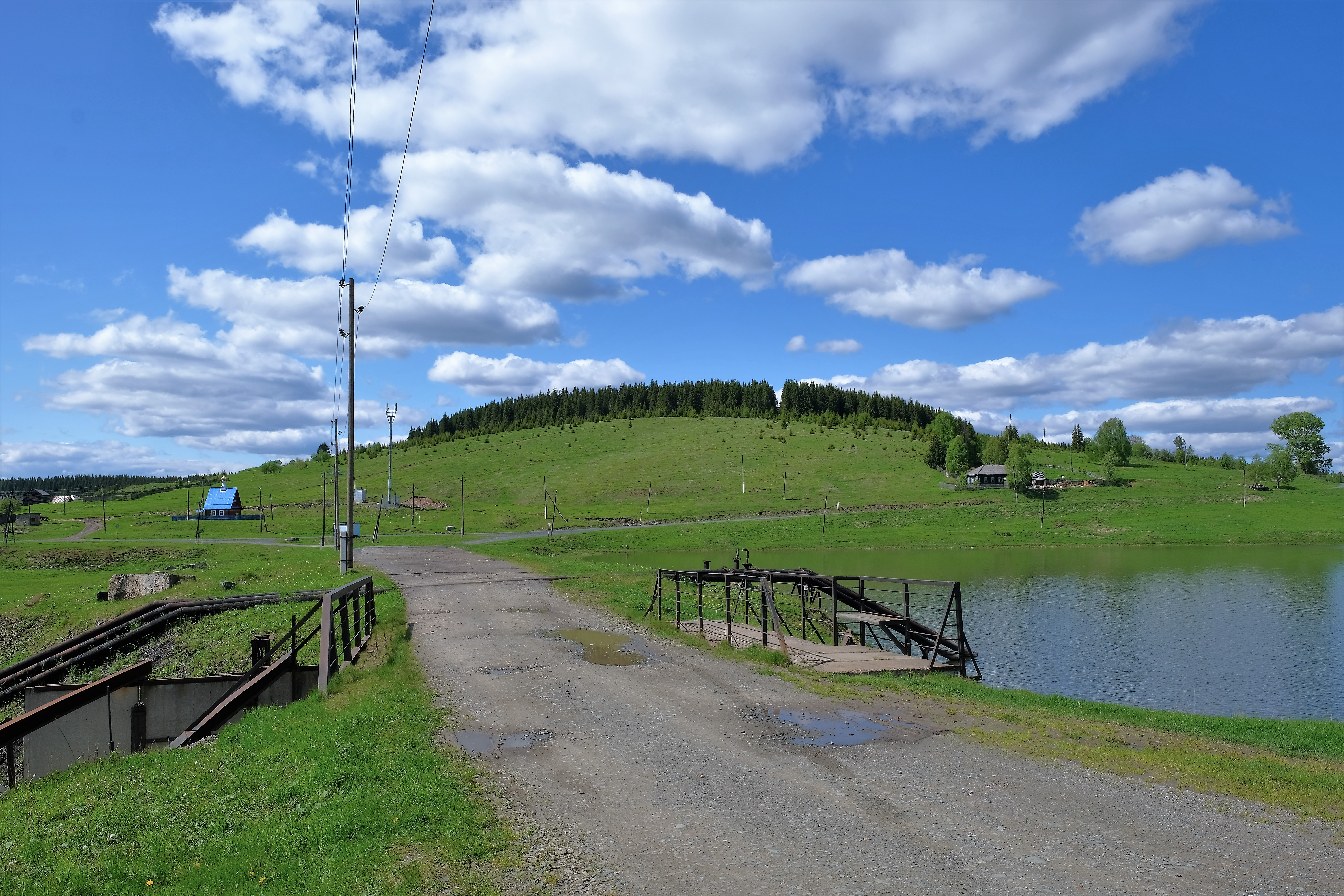
Плотина пруда
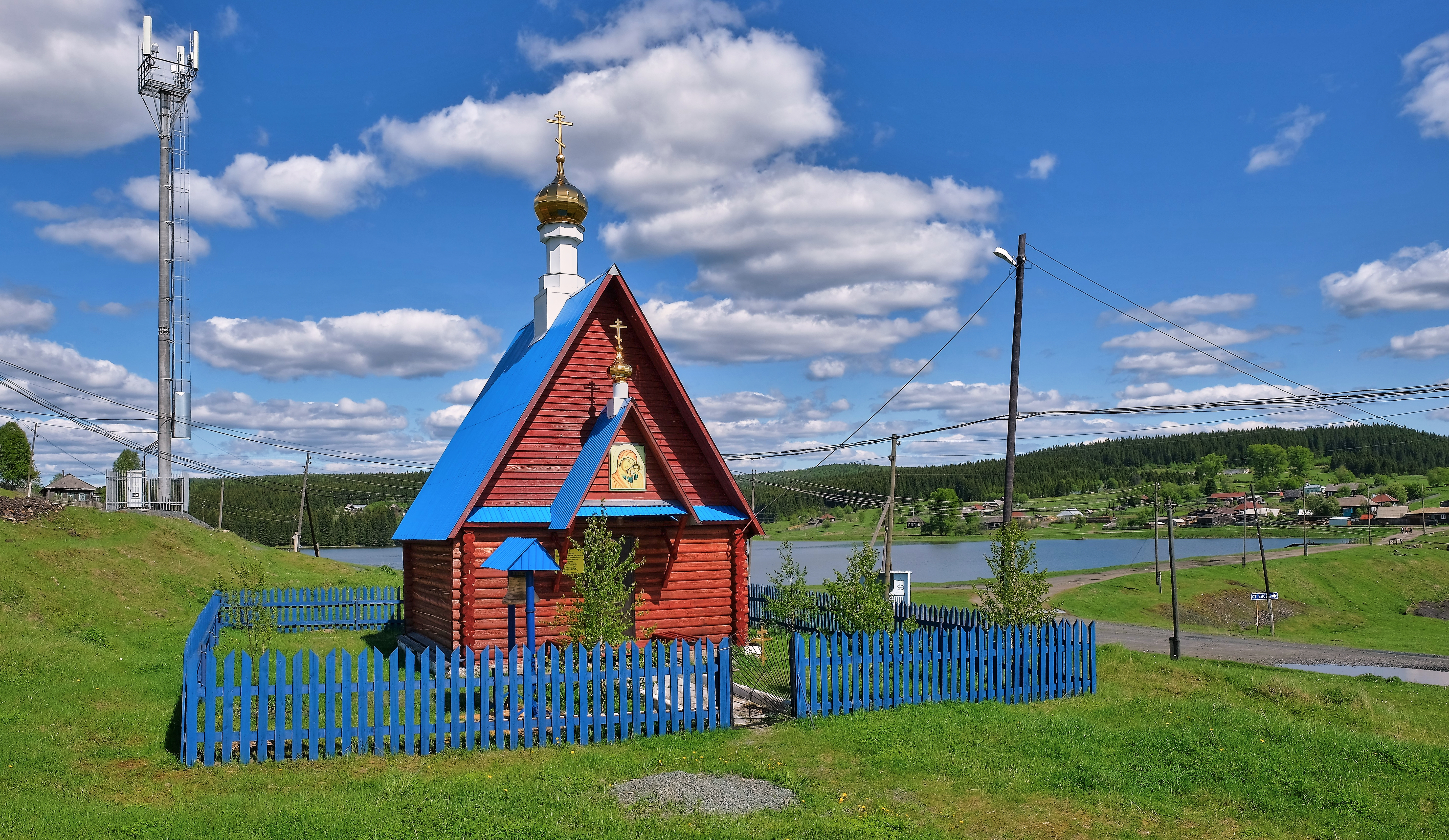
Часовня
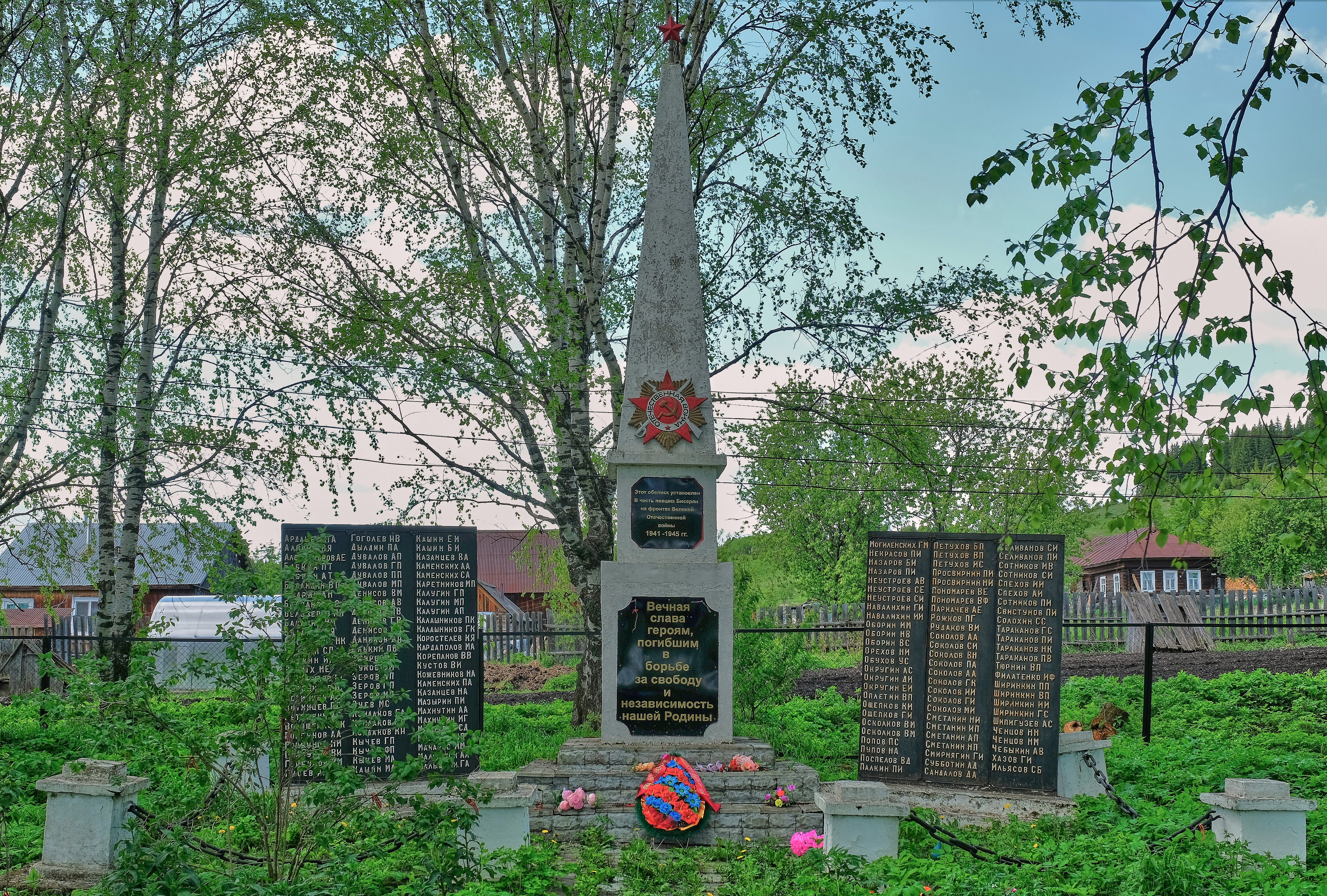
Воинский мемориал